# Коцарь, Григорий Артемьевич
Григорий Артемьевич (Артёмович) Коцарь(17.10.1909 — 1973) — советский передовик сельского хозяйства, старший табунщик конного завода № 168, Малокарачаевский район, Ставропольский край. Герой Социалистического Труда (17.07.1952).

## Биография
Родился 17 октября 1909 года в станице Боргустанская ныне Предгорного района Ставропольского края. Украинец.
С 1933 года работал бригадиром табуна военно-конного завода имени Сталина в Малокарачаевском районе Карачаевской автономной области (в октябре 1943 года ликвидирована) Северо-Кавказского (с 1937 года — Орджиникидзевского, с 1943 года — Ставропольского) края.
В годы Великой Отечественной войны в тяжелых условиях горного похода, в окружении банд, пытающихся отбивать табуны, брошенные дезертировавшими табунщиками и начальником конной части, вместе с небольшой группой, оставшихся верными долгу табунщиков, обеспечил, своим участием и самоотверженным трудом перегон к место новой дислокации завода и дальнейшее сохранение свыше тысячи голов ценнейших кабардинских лошадей, за что был награжден медалью «За трудовую доблесть».
После войны работал табунщиком, старшим табунщиком конного завода № 168 Малокарачаевского района Ставропольского края (с 1957 года район вошел в Карачаево-Черкесскую автономную область в составе этого же края, ныне — в составе Карачаево-Черкесской Республики). Вступил в ВКП(б)/КПСС. В 1951 году вырастил при табунном содержании 107 жеребят от 108 кобыл, имевшихся на начало года.
Указом Президиума Верховного Совета СССР от 17 июля 1952 года за достижение высоких показателей в коневодстве в 1951 году при выполнении конным заводом планов сдачи государству сельскохозяйственной продукции, планов по выходному поголовью лошадей и продуктивного скота, содержании их в хорошем состоянии, выполнению планов по накоплению грубых, сочных и концентрированных кормов, полном обеспечении семенами зерновых культур, однолетних, многолетних трав и корне-клубнеплодов Коцарю Григорию Артемьевичу присвоено звание Героя Социалистического Труда с вручением ордена Ленина и золотой медали «Серп и Молот».
Продолжал работать старшим табунщиком и бригадиром на конном заводе, после чего вышел на заслуженный отдых.
Жил в Малокарачаевском районе. Умер в 1973 году.

## Награды
- Золотая медаль «Серп и Молот»(17.07.1952)
- Орден Ленина (17.07.1952)
- Орден Трудового Красного Знамени (23.07.1951)
- Орден «Знак Почёта»  (22.03.1966)

- Медаль «За трудовую доблесть» (04.06.1944)

- медалями ВДНХ СССР:

## Память
- На могиле установлен надгробный памятник.